# 到津公誼
到津 公誼（いとうづ きみよし、弘化2年10月18日〈1845年11月17日〉 - 明治34年〈1901年〉6月22日）は、宇佐神宮大宮司などを務めた明治時代の神職、男爵、正四位。

## 経歴
宇佐氏の流れを汲んで代々宇佐神宮の宮司を務めていた世襲家である到津家に、当主であった到津公嘏（公蝦?）の息子として生まれる。母である到津言子は、熊本藩士の娘で、歌人でもあった。
安政2年（1855年）に初めて宇佐神宮大宮司となり、以降、長く神職を務めた。明治5年（1872年）に華族に列せられ、明治17年（1884年）に男爵となり、明治32年（1899年）には、正四位に叙された。この間、教導職では、明治5年（1872年）に権少教正に任じられ、明治12年（1879年）には少教正となり、明治17年（1884年）には職を解かれた。
公誼の死去後、男爵位は、息子の到津公煕（公凞?）が継承した。

## おもな著作
- 到津家系譜並事蹟書、1875年
- 官幣大社宇佐神宮略案内記、1882年